# Battaglia di Bangui
La battaglia di Bangui, parte della seconda guerra civile nella Repubblica Centrafricana, è avvenuta nel 2013 tra le forze Séléka, provenienti dal nord del paese ed ostili all'allora presidente François Bozizé e varie forze locali e di missioni appartenenti a vari paesi africani. In particolare, erano presenti delle forze sudafricane che erano state inviate a supportare dei teams già presenti di istruttori militari. Questa missione venne rinforzata nel 2013 da un contingente scelto ma poco consistente e male equipaggiato che si trovò per scelta politica dell'allora presidente Jacob Zuma a fronteggiare praticamente da sola i Séléka nella battaglia per la capitale Bangui con perdite non trascurabili e un grave colpo all'immagine della SANDF. La battaglia si concluse con l'occupazione della capitale da parte dei Séléka e la fuga di Bozizé. Una tregua tra i Séléka e i sudafricani, e la non intromissione delle forze francesi presenti che avevano il solo scopo di salvaguardare le vite dei cittadini francesi presenti e presidiare l'aeroporto quale indispensabile via di esfiltrazione, lasciarono definitivamente campo libero agli attaccanti.

## Premesse
Nella Repubblica Centrafricana al momento dell'episodio operavano nel paese varie missioni di pace africane, tra cui la MICOPAX con soli 400 soldati inquadrati nella FOMAC, ed una francese di 250 soldati dispiegata nella capitale a protezione dell'aeroporto.

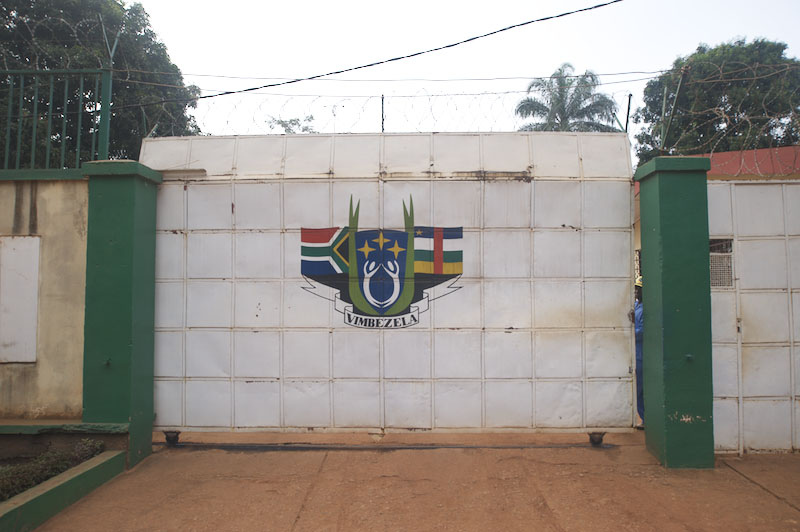
Base "Vimbezela" del FACA a Bangui

Attraverso un accordo dell'11 febbraio 2007 il Sudafrica in marzo dello stesso anno inviò una missione di cooperazione militare e addestramento comandata dal colonnello George Sibanyon per formare reparti delle Forces armées centrafricaines (FACA); questa si componeva di due team di istruttori, uno nella capitale Bangui ed un altro nella città di Bouar, che addestrarono in varie fasi circa 1300 tra soldati ed ufficiali delle FACA, ed in quel momento contava 28 soldati. Con quella che per i sudafricani venne denominata Operazione Vimbezela un contingente scelto venne inviato il 2 febbraio 2013 a proteggere gli istruttori e rinforzare il sostegno al presidente Bozizé. Tra i frutti della cooperazione due mezzi blindati Ratel 90 sudafricani erano stati donati alle FACA e trasferiti nel paese a scopo addestrativo. Il contingente era composto da 200 soldati, una compagnia del 1º battaglione paracadutisti, un nucleo delle forze speciali e un nucleo medico del 7º reggimento. Vista la distanza di 3500 km della città di Bangui dal Sudafrica, nessun appoggio aereo era possibile da parte sudafricana; infatti i caccia Saab JAS 39 Gripen in forza all'aviazione non erano equipaggiati per il rifornimento in volo, così come nessuna aviocisterna era in forza alla SANDF; inoltre i vecchi Lockheed C-130B Hercules non erano in grado di accogliere veicoli blindati per un rischieramento, tanto è vero che per il dispiegamento del contingente il Sudafrica fece ricorso a degli aerei da trasporto noleggiati; a scopo prudenziale un C-130B era preposizionato a Kampala per una evacuazione di emergenza; inoltre non erano disponibili UAV da ricognizione di nessun tipo, neanche tattico, e altrettanto per gli elicotteri da trasporto Atlas Orix o da combattimento Denel AH-2 Rooivalk, che peraltro non potevano trovare posto in un Hercules se non col rotore e la trasmissione smontati e quindi necessitando di almeno una giornata di lavoro per essere operativi; questo diversamente da quanto imponesse il trasporto con i precedenti Transall C-160 con sole quattro ore di lavoro, ma che erano stati radiati nel 1990 per ragioni di bilancio. Quindi, essendo anche i francesi privi di appoggio aereo diretto, gli unici mezzi aerei da combattimento erano i due elicotteri Mil Mi-35 delle FACA basati a Bangui.

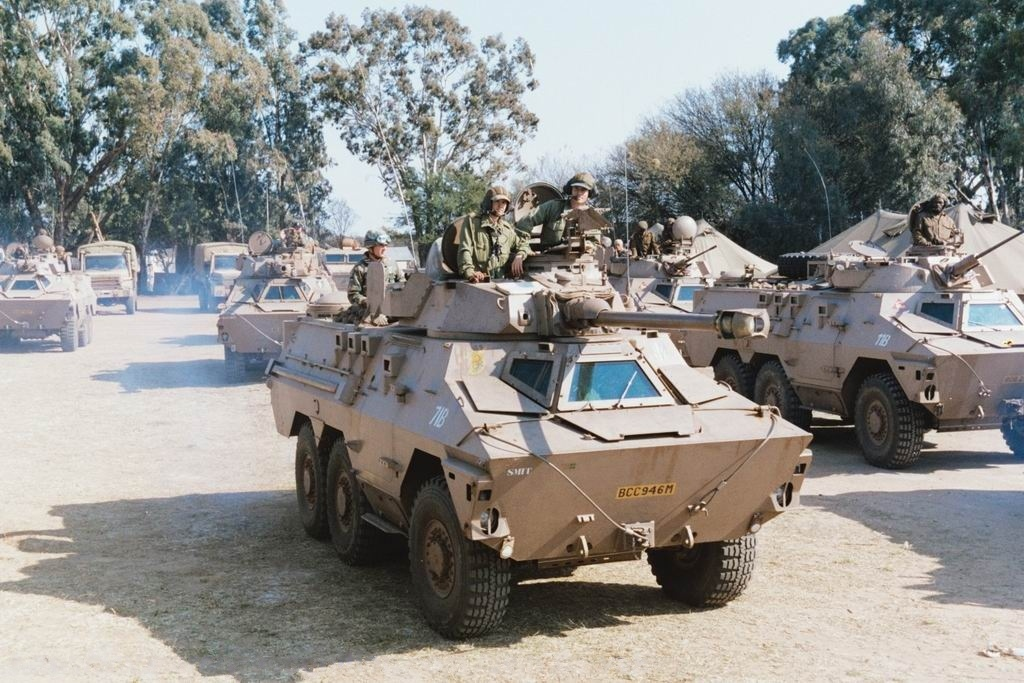
Un Ratel 90 sudafricano come quelli donati alle FACA.

Il 17 marzo, i Seleka ruppero i negoziati ed intimarono che se le loro richieste non fossero state accolte entro tre giorni avrebbero ripreso l'offensiva. Il 18 marzo 2013 le forze classificate come ribelli e autodefinite Séléka occuparono le città di Gambo e Bangassou, chiedendo la liberazione di prigionieri politici, l'integrazione delle loro forze nell'esercito nazionale e la partenza del contingente sudafricano che era recentemente arrivato di rinforzo. Sebbene ufficialmente le forze armate ciadiane fossero impegnate a contrastare la minaccia al governo di Bangui, e le FACA schierate in vari punti, i Séléka avanzarono indisturbati verso la capitale da due direttrici diverse, le stesse che si supponeva stesse usando l'esercito ciadiano nella sia marcia verso Bangui. Queste forze si mossero con grande rapidità su strade dissestate usando veicoli pick-up ruotati a trazione integrale dotati sul cassone di mitragliatrici pesanti KPV da 14,5mm e di cannoni ZU-23 da 23mm, le cosiddette tecniche.
In ogni caso, non era chiara la lealtà dell'esercito centrafricano al presidente Bozizé, come non era chiaro se il mandato della forza di pace FOMAC si estendesse alla protezione del governo in carica, mentre i francesi avevano dichiarato apertamente che non avrebbero protetto il governo ma solo i loro concittadini residenti. Infine nessuna centrale operativa comune era stata stabilita tra i vari contingenti sul posto. Chiaramente sbagliate furono invece le stime della forza che avrebbe poi marciato su Bangui, che i sudafricani valutavano in al massimo 1000 "ribelli" male equipaggiati e malvestiti e che invece si tradussero in una cifra dai 4000 agli 8000 uomini, equipaggiati con uniformi da combattimento, mezzi di trasporto dotati anche di armi pesanti (rispetto a quelle in dotazione ai vari contingenti).
Dopo l'arrivo, i sudafricani avevano stabilito una base operativa al di fuori dell'aeroporto, non facilmente difendibile perché circondata da case e con pessimo campo di tiro, e pertanto il loro comandante aveva stabilito delle linee di difesa successive (nera a 28 km a nord dalla base, verde a 20 km e blu a circa 4,5 km), con la base definita linea bianca, ma in caso di emergenza l'intenzione era di portarsi sul perimetro esterno dell'aeroporto (linea gialla) nel caso di dover effettuare una evacuazione; veniva supposto che in caso di attacco le forze sudafricane si sarebbero coordinate per il ripiegamento con le FACA e la forza FOMAC. I soldati stabilirono dei buoni rapporti durante le pattuglie, in quanto la gente vedeva questa attività come una protezione alla crescente insicurezza urbana, per lo meno secondo le impressioni sudafricane. A pochi km a nord da Bangui esiste una biforcazione che a sinistra va verso nord e la città di Bossembele, con un ponte a Bafinli, sul fiume Mpoko a 30 km, presidiato da un battaglione delle FACA e a destra verso Damara da forze FACA e FOMAC, che secondo gli ordini del generale gabonese Jean-Felix Akaga dovevano fermare o almeno rallentare l'avanzata dei Seleka; era stata anche tracciata una "linea rossa" che i "ribelli" non avrebbero dovuto in nessun caso attraversare senza una reazione della forza di pace MICOPAX; questi erano comandati tra gli altri dal generale disertore ciadiano Mahamat Nouri che aveva già attaccato Ndjamena nel 2007 e 2008. Nonostante degli avvertimenti da parte di Bozizé ai sudafricani che sia la forza di pace africana che i francesi non avrebbero protetto il governo in carica, e che i veicoli del FOMAC venissero anche usati per trasportare i Seleka verso i loro obbiettivi, si arrivò il 12 marzo all'attacco dei Seleka contro i governativi e alla marcia sulla capitale, con la richiesta al Sudafrica (ma non alla Francia) di ritirare il contingente; le forze Seleka avanzavano sulla strada RN1 (Route Nationale 1) verso la capitale.

## La battaglia
Al 22 marzo, una compagnia ciadiana del FOMAC dislocata a Damara riportò di essere stata "travolta, senza perdite", mentre nessuna informazione dal resto del contingente di pace e messaggi radio delle FACA di essere sotto il fuoco. Essendo i sudafricani già stati stimolati con false informazioni di attacchi a spostarsi avanti per supportare la FACA, il colonnello Dixon decise di far avanzare sulla "linea nera" un contingente verso Damara, composto dal gruppo delle Forze Speciali su veicoli non blindati armati con lanciarazzi da 107mm ed un piccolo quartier generale tattico; dietro di sé, un plotone di paracadutisti come forza di ritardo sulla linea verde oltre il bivio per il ponte sullo Mpoko presidiato dal battaglione FACA e il resto delle forze sulla "linea blu" a difesa della base. Alle 15, Dixon ordinò al gruppo delle Forze Speciali di avanzare in ricognizione verso Damara, superando un posto di blocco FACA dove venne loro detto che era tutto tranquillo; poco più avanti caddero in una imboscata da parte di forze "ben equipaggiate e pesantemente armate" a detta del comandante della pattuglia, che sospettava anche che il posto di blocco FACA avesse avvisato i Seleka del loro arrivo.